# Violent Force
Violent Force ist eine deutsche Thrash-Metal-Band aus Velbert, die 1984 gegründet wurde, sich 1989 auflöste und 2009 wieder zusammenfand.

## Bandgeschichte
Violent Force wurde von Lemmie (Bass), Stachel (Gitarre), Waldy (Gitarre), Atomic Steif (Schlagzeug) und einem Sänger (Name nicht bekannt) gegründet. Letzterer stieg allerdings kurz nach der Gründung der Band wieder aus, woraufhin Lemmie den Gesang übernahm. 1986 wechselte Atomic Steif zu der Thrash-Metal-Band Living Death und auch Lemmie verließ die Band. Als dann Hille als neuer Schlagzeuger einstieg, kam auch Lemmie wieder zurück zur Band. In diesem Jahr wechselten Waldy und Lemmie auch das Instrument, sodass Lemmie Gitarre spielte und Waldy Bass. 1986 wirkte Violent Force in dem ZDF-Film Verlierer mit, wo ein Auftritt in der Zeche Carl zu sehen war, bei dem sie Dead City spielt. Im selben Jahr erschien der Sampler X-Mas Project, auf dem Lemmie und Hille im Chor für Alle Jahre wieder mitsingen. 1987 nahm Violent Force im Karo Studio Münster unter der Produktion von Kalle Trapp ihr einziges Album Malevolent Assault of Tomorrow, auf dem Atomic Steif bei einigen Songs aushalf, auf und steuerten zum Sampler Teutonic Invasion Part 1 das Stück Soulbursting bei.
Es folgten viele Liveauftritte der Band, doch der richtige Erfolg blieb aus. Die Band löste sich 1989 nach dem Verlust des Proberaums auf. Lemmie gründete zusammen mit Atomic Steif, der auch bei Holy Moses mitspielt, und anderen Living-Death-Mitgliedern die Band Sacred Chao, die im selben Jahr ihre einzige EP aufnahm. Als die Band Sodom (bei der Atomic Steif zu der Zeit angestellt war) 1994 in der Zeche Carl ihr Jubiläum feierte, hatte Lemmie einen Gastauftritt, als das Violent-Force-Stück Dead City gespielt wurde. 2005 erschien eine DVD-Box zum Film Verlierer mit von der Band beigesteuertem Bonusmaterial. Dafür erschien die geplante Best-of-CD nicht. Im Jahr 2009 taten sich Hille und Stachel wieder zusammen und umgaben sich mit den Musikern von Rezet. So entstand die Formation Violent Force and Friends.

## Stil
Die Band spielt schnellen Thrash Metal, der an die frühen Werke von Deathrow oder auch an Expurse of Sodomy von Sodom erinnert.

## Diskografie
- 1985: Dead City Demo '85 (Demo)
- 1986: Velbert – Dead City (Demo)
- 1986: Dead City III – The Night (Demo)
- 1987: Malevolent Assault of Tomorrow (Album)